# 莫氏芋螺
莫氏芋螺（学名：Conus moreleti）为芋螺科芋螺屬下的一个种。